# Marie Cachová
Marie Cachová (4. September 1853 in Beroun – 28. Februar 1879 in Beroun oder Prag) war eine tschechische Opernsängerin (Alt).

## Leben
Cachová wurde 1876 an das Prozatimní divadlo (Provisorisches Opernhaus) in Prag verpflichtet. Dort sang sie unter der Direktion Bedřich Smetanas in der Uraufführung seiner Oper Der Kuß am 7. November 1876 die „Martinka“. Ihre darauf beginnende Karriere wurde mit nur 25 Jahren durch ihren Tod an einer Tuberkuloseerkrankung beendet.